# Jaroslav Brož (Leichtathlet)
Jaroslav Brož (* 8. November 1950 in Pardubice, Tschechoslowakei; † 14. Juli 1975 ebendort) war ein tschechischer Leichtathlet, der für die Tschechoslowakei im Weitsprung an den Start ging. Seinen größten sportlichen Erfolg feierte er mit dem Gewinn der Bronzemedaille bei den Halleneuropameisterschaften 1972 in Grenoble.

## Sportliche Laufbahn
Erste internationale Erfahrungen sammelte Jaroslav Brož vermutlich im Jahr 1971, als er bei den Halleneuropameisterschaften in Sofia mit einer Weite von 7,66 m den achten Platz belegte. Im August schied er dann bei den Freiluft-Europameisterschaften in Helsinki mit 5,92 m in der Qualifikationsrunde aus. Im Jahr darauf gewann er bei den Halleneuropameisterschaften in Grenoble mit 7,88 m die Bronzemedaille hinter dem Ostdeutschen Max Klauß und Hans Baumgartner aus der Bundesrepublik Deutschland. Im September nahm er an den Olympischen Sommerspielen in München teil und verpasste dort mit 7,76 m den Finaleinzug. 1973 wurde er bei den Halleneuropameisterschaften in Rotterdam mit 7,69 m Vierter und anschließend trat er nicht mehr international in Erscheinung. 1975 verstarb er mit nur 24 Jahren an Hodenkrebs.
In den Jahren von 1971 bis 1973 wurde Brož tschechoslowakischer Meister im Weitsprung im Freien sowie 1972 und 1973 auch in der Halle.